# Projeto 1000 Genomas
O Projeto 1000 Genomas, lançado em Janeiro de 2008, foi um esforço internacional de pesquisa para estabelecer o catálogo mais detalhado da variação genética humana. Cientistas planejaram sequenciar os genomas de pelo menos mil participantes anônimos a partir de um número de diferentes grupos étnicos dentro dos três anos seguintes, utilizando as tecnologias recém-desenvolvidos que eram mais rápido e menos dispendioso. O objetivo do Projeto 1000 Genomas era encontrar a maioria das variantes genéticas que têm freqüências de pelo menos 1% nas populações estudadas. Em 2010, o projeto terminou a sua fase piloto, que foi descrito em detalhes em uma publicação na revista Nature. Em 2015, o projeto publicou os relatórios finais, o que representa a avaliação mais abrangente da variação genética humana entre as populações globais até à data. Os conjuntos de dados já estabelecidos têm, desde o seu lançamento, fornecido um recurso aberto fundamental que permitiu uma riqueza de associações consistentes genética para doenças, bem como muitas informações importantes sobre a história de populações e evolução humana.
A fase final de publicações representam não só a conclusão do projeto, mas também o culminar de uma série de colaborações internacionais decorrentes do Projeto Genoma Humano, incluindo o Projeto Internacional HapMap, todos focados em estabelecer catálogos de variação genética de referência aberta como um recurso para a comunidade global.